# Verein für Bewegungsspiele Friedrichshafen
Il Verein für Bewegungsspiele Friedrichshafen è una società pallavolistica maschile tedesca con sede a Friedrichshafen: milita nel campionato tedesco di 1. Bundesliga.

## Storia
Sorto nel 1969, il club esordì in 1. Bundesliga nel 1981. Dopo la riunificazione tedesca e la nascita del campionato unico, il club balzò ai vertici del torneo, vincendo successivamente diversi edizioni sia della Coppa di Germania che del campionato.
Nel 2007 ha vinto il suo primo trofeo internazionale, la Champions League, superando in finale il Tours.

## Rosa 2019-2020
| N° | Nome                   | Ruolo | Data di nascita   | Nazionalità sportiva |
| -- | ---------------------- | ----- | ----------------- | -------------------- |
| 1  | Joseph Worsley         | P     | 16 giugno 1997    | Stati Uniti          |
| 2  | Tomáš Kriško           | S     | 19 dicembre 1988  | Slovacchia           |
| 3  | Thilo Späth-Westerholt | L     | 8 giugno 1987     | Germania             |
| 4  | Nehemiah Mote          | C     | 21 giugno 1993    | Australia            |
| 6  | Anton Menner           | S     | 25 luglio 1994    | Austria              |
| 7  | Rareş Bălean           | S     | 8 luglio 1997     | Romania              |
| 8  | Jakub Janouch          | P     | 13 giugno 1990    | Rep. Ceca            |
| 9  | Martti Juhkami         | S     | 6 giugno 1988     | Estonia              |
| 11 | Daniel Malescha        | O     | 28 aprile 1994    | Germania             |
| 12 | Jakob Günthör          | C     | 21 settembre 1995 | Germania             |
| 13 | Markus Steuerwald      | L     | 7 marzo 1989      | Germania             |
| 14 | Nikola Ǵorǵiev         | O     | 23 luglio 1988    | Macedonia del Nord   |
| 16 | Brendan Schmidt        | C     | 3 settembre 1994  | Stati Uniti          |
| 18 | Tobias Hosch           | P     | 5 marzo 2001      | Germania             |
| -  | Jannik Brentel         | S     | 16 maggio 2002    | Germania             |

## Palmarès
- Campionato tedesco: 13

1997-98, 1998-99, 1999-00, 2000-01, 2001-02, 2004-05, 2005-06, 2006-07, 2007-08, 2008-09,
2009-10, 2010-11, 2014-15
- Coppa di Germania: 17

1997-98, 1998-99, 2000-01, 2001-02, 2002-03, 2003-04, 2004-05, 2005-06, 2006-07, 2007-08,
2011-12, 2013-14, 2014-15, 2016-17, 2017-18, 2018-19, 2021-22
- Supercoppa tedesca: 3

2016, 2017, 2018
- CEV Champions League: 1

2006-07